# Amerikai pite 4. – A zenetáborban
Az Amerikai pite 4. – A zenetáborban (eredeti cím: American Pie Presents Band Camp) 2005-ben bemutatott amerikai tinivígjáték, időrendi sorrendben az Amerikai pite filmek negyedik darabja, a sorozat spin-off filmjei közül az első rész. Ez a rész már csak DVD-forgalmazásra készült, hivatalosan nem is a negyedik rész, de Magyarországon a folytonosság miatt így jelent meg. A korábbi epizódokból Mr. Levenstein és Chuck Sherman térnek vissza, a film főszereplője, Matt Stifler karaktere pedig már a második részben látható volt.

## Cselekmény
Matt Stifler, Steven Stifler kisöccse szeretne olyan vagány lenni, mint a bátyja, és be akar szállni a Bránermájszter Produkcióba, amely pornófilmeket forgat. Hogy bizonyítson, különféle videófilmeket szeretne készíteni, ám egy akciója után, amikor hülyét csinál az iskolai zenekarból, büntetésbe kerül. Az iskolai tanácsadó, aki nem más, mint Chuck Sherman, a "Sherminátor", büntetésképpen elküldi a zenetáborba, hogy átérezze, mit éreztek az áldozatai. Matt a táborban tiszteletlenül viselkedik mindenkivel, és próbálja ott is űzni a kisstílű trükkjeit, amit a Sudár Tölgy zenetábor tagjai nehezen tolerálnak. Hogy a dolgok rendbe jöjjenek, a tábor "makrója" (afféle konfliktuskezelő), Mr. Levenstein (Jim apja) azt tanácsolja neki, hogy próbáljon meg beilleszkedni, hogy elnyerje a többiek bizalmát. Ám Matt a szobatársával, Ernie-vel titokban webkamerákat helyez el a tábor különféle részein, hogy videóra vehesse a lányok meztelenkedéseit.
A zenetáborban azonban közben is zajlik az élet: rivális csapatok érkeznek a nyárra, akik egymással versenyeznek. Stifler butaságai miatt pontokat veszítenek, ám a srác a legnagyobb ellenfelük bandavezérét, Brandont hívja ki párbajra. Míg Brandon dobol, Matt a triangulumot üti, de mikor látja, hogy ez így nem vezet eredményre, előhoz egy skótdudát és végül nyer. Tetteivel lenyűgözi saját csapatának vezetőjét, Elyse-t, aki gyerekkori ismerőse. A csapat egyre erősebb és összetartóbb lesz, amire szükség is van, mert egy győzelem felér egy jó ajánlólevéllel a zeneművészeti egyetemre, ahová Elyse be szeretne kerülni. Matt, hogy biztosra menjen, preparálja az utolsó versenynapon az ellenfelek italát, hogy kiessenek – azt azonban a rosszfiúk visszacserélik, s ezért saját zenekara kiesik a versenyből, tönkretéve Elyse álmait. Közben véget ér a nyár, és új félév kezdődik, Matt pedig próbálja helyrehozni azt, amit tett. Összerántja a zenekart egy fellépésre, amelyet egyenesen az akadémia felvételi bizottságának elnöke előtt tesznek meg. Mivel Brandont plágium miatt kizárták, így a hely Elyse-é lesz, Matté pedig a lány szerelme.

## Szereplők
| Szerep                    | Színész            | Magyar hang        |
| ------------------------- | ------------------ | ------------------ |
| Matthew "Matt" Stifler    | Tad Hilgenbrink    | Csőre Gábor        |
| Elyse Houston             | Arielle Kebbel     | Solecki Janka      |
| Mr. Levenstein – Jim apja | Eugene Levy        | Rosta Sándor       |
| Ernie Kaplowitz           | Jason Earles       | Baradlay Viktor    |
| Chloe                     | Crystle Lightning  | Bogdányi Titanilla |
| Chuck Sherman             | Chris Owen         | Breyer Zoltán      |
| Jimmy                     | Jun Hee Lee        | Hamvas Dániel      |
| Oscar                     | Omar Benson Miller | Simonyi Balázs     |
| Brandon Vandecamp         | Matt Barr          | Markovics Tamás    |
| Arianna                   | Lauren C. Mayhew   | Vadász Bea         |
| Sheree                    | Angela Little      | Roatis Andrea      |
| Dani                      | Rachel Veltri      |                    |
| Mr. Nelson                | Timothy Stack      | Juhász György      |
| Sanders nővér             | Ginger Lynn Allen  | Vennes Emmy        |
| Riggler                   | Russell Howard     | Tóth Roland        |
| Leslie                    | Carla Alapont      |                    |

## Filmzene
1. Andrew W.K. – "She Is Beautiful"
2. Matt Nathanson – "Laid"
3. Treble Charger – "American Psycho"
4. Good Charlotte – "The Anthem"
5. The Riverside Community College Marching Tigers – "Paul's Drums"
6. D.O.R.K. & Adriana Balic – "The Authority Song"
7. "Dracula Plays"
8. "Pom Pom"
9. "Piano Sonata"
10. Cage 9 – "Breaking Me Down"
11. Adriana Balic & Christian B – "Get The Party Started"
12. D.O.R.K. – "Jaime"
13. The Penfifteen Club – "Disco MF"
14. The City Drive – "Defeated"
15. "Play That Funky Music White Boy"
16. The City Drive – "Bring Me Everything"
17. Christian B – "Baby Got Back"
18. "Born To Be Wild"
19. "Bonfire Etude"
20. "Hot Blooded"
21. Tal Bachman Marching Band – "Aeroplane"
22. Ash – "Vampire Love"
23. The Riverside Community College Marching Tigers – "Brandon's Van De Vamp"
24. D.O.R.K. & Adriana Balic – "The Middle"
25. The Divinyls – "I Touch Myself"
26. Aslyn – "Be The Girl"
27. Joan Jett & The Blackhearts – "Do You Wanna Touch Me (Oh Yeah)"
28. The Riverside Community College Marching Tigers – "B Flat Tuning & Warming Up"
29. The Blue Devils Drums and Bugle Corps. – "Rhythms At The Edge of Time"
30. The Blue Devils Drums and Bugle Corps. – "Boogie Gone Wild"
31. Flashlight Brown – "Ready To Roll"
32. Flashlight Brown – "Go And Die"
33. Snow Patrol – "How To Be Dead"
34. Breaking Benjamin – "Forget It"